# انتخابات الرئاسة الرومانية 2004
انتخابات الرئاسة الرومانية 2004 هي الانتخابات الرئاسية التي جرت في 28 نوفمبر 2004
12 ديسمبر 2004، لانتخاب رئيس رومانيا ‏، فاز بالانتخابات ترايان باسيسكو.

## المرشحين
| المرشح         | الحزب | عدد الأصوات |
| -------------- | ----- | ----------- |
| أدريان ناستاسه |       |             |